# Martin Lorentzson
Martin Lorentzson (ur. 21 lipca 1984 w Östertälje) – piłkarz szwedzki grający na pozycji prawego obrońcy. Od 2016 roku jest zawodnikiem klubu Örebro SK.

## Kariera klubowa
Swoją karierę piłkarską Lorentzson rozpoczął w klubie IK Sleipner. W 2006 roku awansował do kadry pierwszej drużyny i wtedy też zadebiutował w nim w szwedzkiej 1. Division. W 2007 roku odszedł do innego klubu z 1. Division, Assyriska FF. Na koniec sezonu awansował z nim do drugiej ligi szwedzkiej. W zespole Assyriski występował do końca 2009 roku.
Na początku 2010 roku Lorentzson przeszedł z Assyriski do pierwszoligowego AIK Fotboll. Zadebiutował w nim 29 marca 2010 w przegranym 1:3 wyjazdowym meczu z GAIS. W 2011 roku stał się podstawowym zawodnikiem AIK. W tamtym roku wywalczył z AIK wicemistrzostwo Szwecji.
W 2015 roku Lorentzson odszedł z AIK do Åtvidabergs FF, a jeszcze w tym samym roku został zawodnikiem Coventry City. W 2016 przeszedł do Örebro SK.
| Sezon   | Klub           | Kraj    | Rozgrywki   | Mecze | Bramki |
| ------- | -------------- | ------- | ----------- | ----- | ------ |
| 2006    | IK Sleipner    | Szwecja | 1. Division | 20    | 2      |
| 2007    | Assyriska FF   | Szwecja | 1. Division | 21    | 0      |
| 2008    | Assyriska FF   | Szwecja | Superettan  | 29    | 4      |
| 2009    | Assyriska FF   | Szwecja | Superettan  | 27    | 1      |
| 2010    | AIK Fotboll    | Szwecja | Allsvenskan | 14    | 0      |
| 2011    | AIK Fotboll    | Szwecja | Allsvenskan | 29    | 1      |
| 2012    | AIK Fotboll    | Szwecja | Allsvenskan | 29    | 4      |
| 2013    | AIK Fotboll    | Szwecja | Allsvenskan | 27    | 3      |
| 2014    | AIK Fotboll    | Szwecja | Allsvenskan | 28    | 3      |
| 2015    | Åtvidabergs FF | Szwecja | Allsvenskan | 17    | 0      |
| 2015/16 | Coventry City  | Anglia  | League One  | 7     | 0      |
| 2016    | Örebro SK      | Szwecja | Allsvenskan | 8     | 0      |
| 2017    | Örebro SK      | Szwecja | Allsvenskan | 28    | 0      |
| 2018    | Örebro SK      | Szwecja | Allsvenskan |       |        |

## Kariera reprezentacyjna
W reprezentacji Szwecji Lorentzson zadebiutował 26 stycznia 2013 roku w wygranym 3:0 meczu Pucharu Króla Tajlandii 2013 z Finlandią.